# Tony Taylor (baloncestista)
Tony Chistopher Taylor II (Sleepy Hollow, Nueva York, 9 de agosto de 1990) es un jugador de baloncesto estadounidense que pertenece a la plantilla del UNICS Kazan de la VTB United League. Con 1,83 metros de estatura, juega en la posición de base.

## Trayectoria deportiva

### Universidad
Jugó durante cuatro temporadas con los Colonials de la Universidad George Washington, en las que promedió 11,1 puntos, 2,7 rebotes y 4,0 asistencias por partido. En 2011 fue incluido en el segundo mejor quinteto de la Atlantic 10 Conference.

### Profesional
Tras no ser elegido en el Draft de la NBA de 2012, sí lo fue en la segunda ronda del Draft de la NBA D-League por los Tulsa 66ers, donde jugó una temporada en la que promedió 7,0 puntos y 3,2 asistencias por partido, lo que le supuso ser incluido en el tercer mejor quinteto de rookies de la liga.
En agosto de 2013 fichó por el Turów Zgorzelec polaco, donde en su primera temporada, jugando como base titular, promedió 9,1 puntos y 3,6 asistencias por partido,
Tras una temporada más en el equipo polaco, en agosto de 2015 fichó por el Enisey Krasnoyarsk ruso de la VTB United League, equipo con el que llegó a disputar la Final Four de la Europe Cup en la que acabaron en la cuarta posición, y en la que fue uno de los más destacados de su equipo, promediando 12,5 puntos y 3,3 asistencias por partido.
En mayo de 2016, tras el final de la VTB United League, firmó para el resto de la temporada con el Strasbourg IG de la Pro A francesa, donde disputó 11 partidos en los que promedió 5,2 puntos y 1,4 asistencias, regresando posteriormente a la disciplina del Enisey Krasnoyarsk.
El 5 de julio de 2022 firma por el Türk Telekom B.K. de la BSL turca.
El 6 de julio de 2023 fichó por el Bahçeşehir Koleji, también de la Basketbol Süper Ligi..
El 12 de agosto de 2024 firmó con el UNICS Kazan de la VTB United League.